# تمغزة
تَمَغْزَة (بالأمازيغية: ⵜⴰⵎⴰⵖⵣⴰ Tamaɣza)، هي واحة جبلية بالجمهورية التونسية، تقع في الجنوب الغربي للبلاد التونسية، تحديدا في ولاية توزر.

## معرض صور

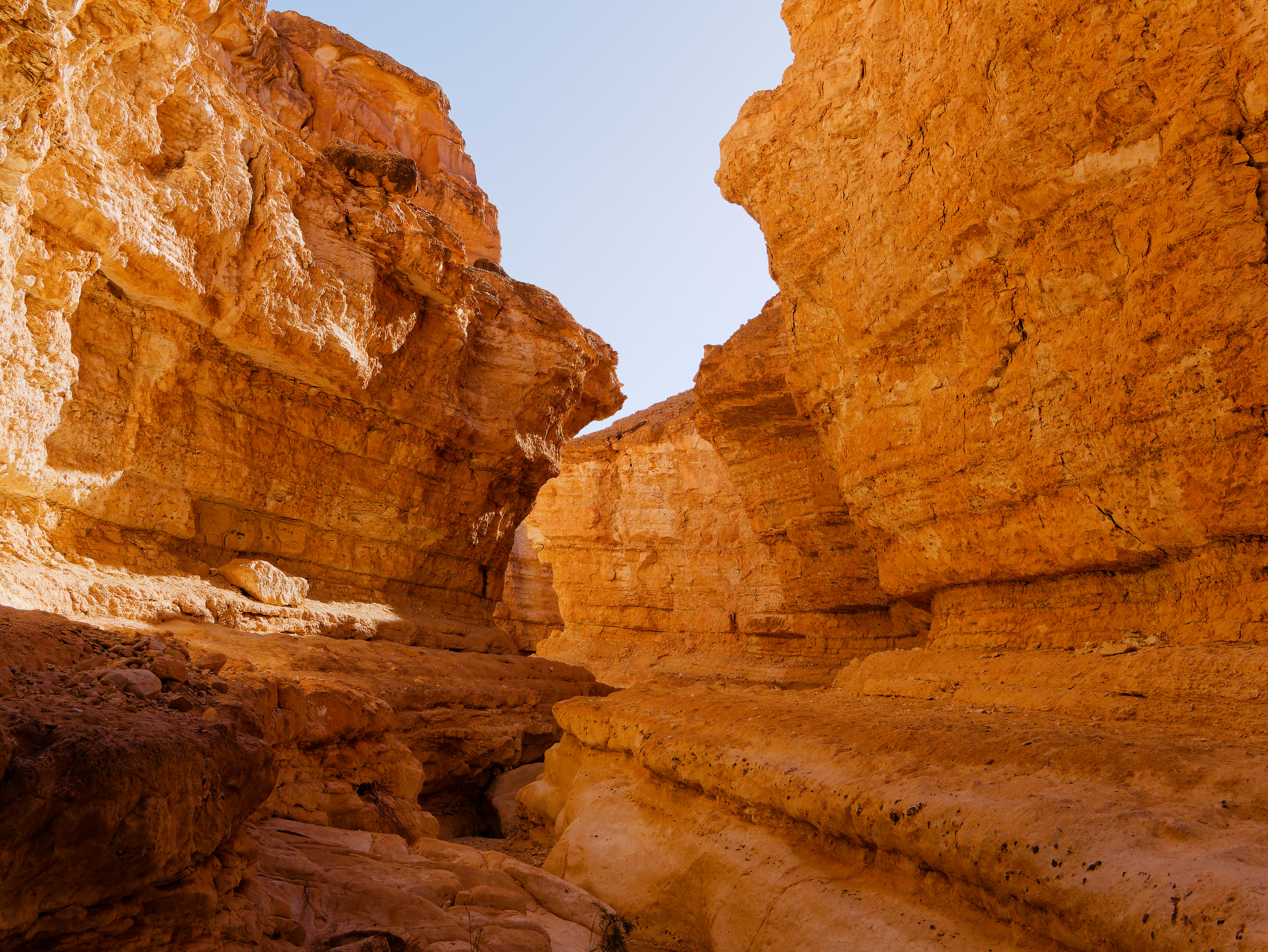
Canyons of Tamerza

### مواضيع ذات علاقة
- ولاية توزر.